# Ceromya palloris
Ceromya palloris är en tvåvingeart som först beskrevs av Daniel William Coquillett 1895.  Ceromya palloris ingår i släktet Ceromya och familjen parasitflugor. Inga underarter finns listade i Catalogue of Life.